# Institut d'urbanisme et d'aménagement régional
L'institut d'urbanisme et d'aménagement régional d'Aix-en-Provence fut créé en 1969 (ce qui en fait l'une des plus anciennes formations en urbanisme de France) et est installé dans le centre Henri Poncet. L'institut est un département autonome de l'UFR de Droit de l'université Aix-Marseille. 

L'IUAR est la seule formation en urbanisme et aménagement située dans le sud-est de la France à être reconnue par l'Association pour la promotion de l'enseignement et de la recherche en aménagement et en urbanisme (APERAU) et l'AESOP[Quoi ?], ainsi que par la Société Française des Urbanistes.

## La formation

### Master 1
Composé de deux semestres, la première année de master aborde de nombreux cours de toutes disciplines (économie, sociologie, architecture etc.) afin d'établir une base solide permettant de traiter les projets urbains dans toutes leurs dimensions.

### Master 2
La deuxième année de master est composée de trois options :
- Paysage et aménagement
- Habitat et politique de la ville
- Urbanisme Durable, projets et actions opérationnelles.

### Doctorat
Trois années de doctorats sont dispensées au sein de l'institut grâce à une intégration dans le laboratoire de recherche CIRTA[Quoi ?]. 

## Années 2010
L'Institut Méditerranéen de la Ville et des Territoires à Marseille est créé en 2019. Il réunira en 2022 l'école nationale d'architecture de Marseille, l'École Nationale de Paysagisme et l'ancien Institut d'Urbanisme et d'Aménagement Régional. L'ancien institut quittera sa localisation historique qui est Aix-en-Provence pour rejoindre l'actuelle capitale provençale.